# Driedaagse Brugge–De Panne (kobiecy) 2018
1. edycja kobiecego wyścigu kolarskiego Driedaagse Brugge-De Panne, która odbyła się 22 marca 2018 roku w Belgii. Trasa wyścigu liczyła 151,7 kilometrów, zaczynając się w mieście Brugia, zaś kończąc w De Panne. Zwyciężczynią została Belgijka Jolien D’Hoore, wyprzedzając Australijkę Chloe Hosking oraz Luksemburkę Christine Majerus.
Driedaagse Brugge-De Panne był czwartym w sezonie wyścigiem cyklu UCI Women’s World Tour, będącym serią najbardziej prestiżowych zawodów kobiecego kolarstwa. Poza wyścigiem kobiecym zorganizowano również wyścig mężczyzn.

## Wyniki
| M-ce | Imię i nazwisko           | Kraj       | Drużyna                     | Czas       |
| ---- | ------------------------- | ---------- | --------------------------- | ---------- |
| 1.   | Jolien D’Hoore            | Belgia     | Mitchelton-Scott            | 3h 52' 23" |
| 2.   | Chloe Hosking             | Australia  | Alé Cipollini               | + 0"       |
| 3.   | Christine Majerus         | Luksemburg | Boels Dolmans               | + 0"       |
| 4.   | Lorena Wiebes             | Holandia   | Parkhotel Valkenburg-Destil | + 0"       |
| 5.   | Lisa Brennauer            | Niemcy     | Canyon-SRAM Racing          | + 0"       |
| 6.   | Maria Giulia Confalonieri | Włochy     | Valcar-PBM                  | + 0"       |
| 7.   | Sheyla Gutiérrez          | Hiszpania  | Cylance Pro Cycling         | + 0"       |
| 8.   | Jeanne Korevaar           | Holandia   | WaowDeals Pro Cycling       | + 0"       |
| 9.   | Tiffany Cromwell          | Australia  | Canyon-SRAM Racing          | + 0"       |
| 10.  | Christina Siggaard        | Dania      | Team Virtu Cycling Women    | + 0"       |
|      |                           |            |                             |            |
| 30.  | Małgorzata Jasińska       | Polska     | Movistar Team               | + 0"       |
| 52.  | Katarzyna Pawłowska       | Polska     | Team Virtu                  | + 13"      |
| DNF  | Anna Plichta              | Polska     | Boels Dolmans               | -          |
| DNF  | Agnieszka Skalniak        | Polska     | Experza-Footlogix           | -          |